# Cândido, ou O Otimismo
Candide, ou l'Optimisme é um conto filosófico em tom de sátira publicado pela primeira vez em 1759 por Voltaire, filósofo do Iluminismo. A novela já foi traduzida em centenas de línguas e, em português, seu título costuma ser Cândido ou O Otimismo ou simplesmente Cândido. Foi realizado, ao que parece, em três dias, em 1758, ainda sob a impressão do terremoto de Lisboa, com assinatura de um pseudônimo, "Monsieur le docteur Ralph", literalmente, "Senhor Doutor Ralph". Narra a história de um jovem, Cândido, vivendo num paraíso edênico e recebendo ensinamentos do otimismo de Leibniz através de seu mentor, Pangloss. A obra retrata a abrupta interrupção deste estilo de vida quando Cândido se desilude ao testemunhar e experimentar eminentes dificuldades no mundo. Voltaire conclui a obra-prima com Cândido — se não rejeitando o otimismo — ao menos substituindo o mantra leibniziano de Pangloss, "tudo vai pelo melhor no melhor dos mundos possíveis", por um preceito enigmático: "devemos cultivar nosso jardim."
Cândido é caracterizada pelo tom otimista, mas com os diversos acontecimentos, Cândido ficou mais pessimista em relação ao mundo, bem como pelo enredo errático, fantástico e veloz. Este romance picaresco com uma história semelhante à de um bildungsroman mais sério, parodia diversos clichés do romance e da aventura, as lutas das quais são caricaturadas em um tom que é, mordazmente, matéria de fato. Ainda assim, os eventos discutidos no livro são muitas vezes baseados em acontecimentos históricos, como a Guerra dos Sete Anos e o já citado terremoto de Lisboa de 1755. O problema do mal, tema comum aos filósofos da época, é exposto também neste conto, de forma mais direta e ironicamente: o autor ridiculariza a religião, os teólogos, os governos, o exército, as filosofias e os filósofos por meio de alegorias; de maneira mais conspícua, chega a roubar Leibniz e seu otimismo.
Conforme esperado por Voltaire, Cândido desfrutou de grande sucesso e causou grande escândalo. Imediatamente após a sua publicação secreta, o livro foi amplamente proibido por conter blasfêmia religiosa, sedição política e hostilidade intelectual escondidos sob um fino véu de ingenuidade. Graças a sua inteligência afiada e a seu retrato profundo da condição humana, influenciou diversos autores, notavelmente o 1984 (1948) de Orwell, o Admirável Mundo Novo (1932) de Huxley e a reflexão sobre pessimismo e otimismo em Memórias Póstumas de Brás Cubas (1881) e Quincas Borba (1891) de Machado de Assis. Também inspirou artistas como Leonard Bernstein, que compôs música para a opereta homônima de 1956, com libretto original de Lillian Hellman e, mais recentemente, de Hugh Wheeler.
Além de para ópera, o romance de Voltaire foi adaptado para as telas pelo cineasta brasileiro Amácio Mazzaropi, no filme Candinho — apresentando, no entanto, uma mensagem oposta à de Voltaire, com o sambista Adoniran Barbosa no papel do Prof. Pancrácio (uma versão brasileira de Pangloss, no filme). Na televisão brasileira tanto o conto Cândido quanto o filme de Mazzaroppi foram inspiração para a construção do enredo da telenovela Êta Mundo Bom! (2016) de Walcyr Carrasco. Nos dias de hoje, Cândido é reconhecido como a magnum opus de Voltaire, e considerado parte do Cânone Ocidental.

## Personagens
- Cândido, o protagonista
- Cunegundes , esposa de Cândido
- Dr. Pangloss, mestre de Cândido
- Cacambo, criado de Cândido
- Martinho, companheiro de viagem de Cândido
- Paquette, criada da família de Cunegundes
- O Barão, irmão de Cunegundes
- A Velha, criada de Cunegundes
- Jacques o Anabatista, benfeitor de Cândido
- Frei Giroflée, frade a quem Paquette servia

## Resumo da trama
Cândido é um jovem que vive no castelo do barão de Thunder-ten-Tronckh localizado na Vestfália. Seu mestre é Pangloss, filósofo que ensina a "metafísico-teólogo-cosmolonigologia" e que professava, como Leibniz, que vivemos no melhor dos mundos possíveis. Cândido é expulso desse melhor dos mundos possíveis como resultado de um beijo proibido trocado com Cunegundes, filha do barão, sua prima. Cândido então descobre o mundo, e vai de decepção em decepção pelos caminhos de uma longa jornada de iniciação.
Recrutado à força pelas tropas búlgaras, testemunha o massacre da guerra. Foge e é recolhido pelo anabatista Jacques. Reencontra Pangloss, envelhecido e vitimado pela sífilis, que o informa da suposta morte de Cunegundes, estuprada por soldados búlgaros. Embarcam com Jacques para Lisboa. Após uma tempestade em que Jacques morre afogado, chegam a Lisboa no dia do terremoto e são vítimas de um auto de fé em que Pangloss é aparentemente enforcado. Cândido reencontra Cunegundes, amante de um grande inquisidor e um judeu rico: dom Issachar. É levado a matar os dois homens e foge com Cunegundes e sua velha criada para Cádis, na Espanha.
Ele embarca com seu criado Cacambo, Cunegundes e a velha criada para o Paraguai. Forçado a abandonar Cunegundes em Buenos Aires, foge com Cacambo para o Paraguai. Eles encontram o irmão de Cunegundes, que Cândido transpassa com uma golpe de espada, escapam, evitam ser comidos pelos selvagens Orelhões e descobrem a terra do Eldorado. Ali estão felizes, mas preferem partir, levando consigo cem carneiros carregados de víveres e tesouros para reencontrar Cunegundes.
Enviando Cacambo para resgatar Cunegundes, Cândido é roubado por um mercador e um juiz, trava conhecimento com Martin, desgostoso com a vida e retorna à Europa com ele. Eles chegaram em Bordéus antes de passarem por Paris ("um caos, uma aglomeração onde todos buscam o prazer e onde quase ninguém o encontra"), onde Cândido adoece mas se recupera, se deixa roubar por um abade e escapa do calabouço oferecendo ao esbirro três diamantes. Cândido e Martin, em seguida, rumam à Inglaterra de navio, onde sequer desembarcam após assistirem à execução de um oficial britânico. Resolvem ir a Veneza, onde procuram em vão Cacambo e Cunegundes. Ali encontram Paquette, a criada do barão Thunder-ten-tronckh, e seu amante, o monge Giroflée, visitam um ricaço desiludido e travam conhecimento com seis reis destronados.
Em seguida partem para Constantinopla a fim de libertarem Cunegundes, que perdeu os encantos e virou escrava do rei deposto Ragotski, e resgatarem o criado Cacambo. Na galera, entre os galés, encontram Pangloss, tendo sobrevivido ao enforcamento, e o irmão de Cunegundes, que escapou do golpe de espada, os quais Cândido liberta pagando um resgate. Em Constantinopla, ele resgata Cunegundes, feia e rabugenta, a desposa contra a vontade de seu irmão que ele é obrigado a banir, instala-se em uma fazenda, é roubado por mercadores, acolhe Paquette e Giroflée e acaba cultivando seu jardim.
— Todos os acontecimentos — dizia às vezes Pangloss a Cândido — estão devidamente encadeados no melhor dos mundos possíveis; pois, afinal, se não tivesses sido expulso de um lindo castelo, a pontapés no traseiro, por amor da senhorita Cunegundes, se a Inquisição não te houvesse apanhado, se não tivesses percorrido a América a pé, se não tivesses mergulhado a espada no barão, se não tivesses perdido todos os teus carneiros da boa terra do Eldorado, não estarias aqui agora comendo doce de cidra e pistache.
 — Tudo isso está muito bem dito — respondeu Cândido, — mas devemos cultivar nosso jardim.